# اولریش والتر
اولریش والتر (به انگلیسی: Ulrich Walter) فضانورد اهل کشور آلمان است که در ۹ فوریهٔ ۱۹۵۴ میلادی در ایزلون زاده شد. وی در مأموریت اس‌تی‌اس-۵۵ حضور داشته است.